# برادران عزیز
برادران عزیز (انگلیسی: Dear Brothers) با عنوان هندی (Anbu Sagodharargal)، فیلمی هندی به زبان تامیل، محصول سال ۱۹۷۳ به کارگردانی لاکشمی دیپاک است. این فیلم یک باز ساخته‌ای از فیلمی به زبان تلوگو و به کارگردانی خودش، با عنوان فیلم هندی پاندانتی کاپورام (Pandanti Kapuram), می‌باشد.بازیگران اصلی فیلم جایشانکار، اس. وی. رنگا رائو، جامونا، ماجور ساندارراجان، دویکا، ای. وی.ام. راجان، پرامیلا و ونیرا آدی نیرمالا هستند. این فیلم در روز ۴ مه ۱۹۷۳ به اکران درآمد.

## پیوند بیرونی
- برادران عزیز در بانک اطلاعات اینترنتی فیلم‌ها (IMDb)